# Gillick Rock
Gillick Rock är en kulle i Antarktis. Den ligger i Västantarktis. Inget land gör anspråk på området. Toppen på Gillick Rock är 1 693 meter över havet.
Terrängen runt Gillick Rock är huvudsakligen platt, men söderut är den kuperad. Trakten är obefolkad. Det finns inga samhällen i närheten.